# Nora Seni
 (décembre 2020).
Née à Istanbul Nora Seni,  est docteure en économie politique, HDR en histoire et en urbanisme, aménagement du territoire. Elle est franco-turque et professeure à l'Institut français de géopolitique. Elle a dirigé l'Institut français d'études anatoliennes (MAE et CNRS)  de 2008 à 2012. Ses domaines de recherche comprennent les questions de genre, de politiques mémorielles, de mutations des modes de vie, ainsi que la philanthropie et le mécénat 
Nora Seni a fondé et administre le site web « Observatoire de la Turquie contemporaine ». Elle a été membre du conseil scientifique de la revue Les Cahiers du judaïsme jusqu’à la disparition  en 2009 et membre de la Commission Extraduction du CNL. Elle est membre du conseil scientifique des "Journées de l'histoire de l'Institut du monde arabe". 

### Ouvrages
- Nora Seni Les Camondo, l'éclipse d'une fortune (avec S.le Tarnec), Actes Sud 1997, Babel, 2018  (ISBN 978-2-330-10951-6).
- Nora Seni (avec B.Giblin) Géopolitique de la Turquie, Hérodote, 2013
- Nora Seni, ''Naissance du devoir d'ingérence. Les Carnets du voyage d'Adolphe Crémieux en Égypte, 1840, Les éditions Isis, 2011
- Nora Seni, Les inventeurs de la philanthropie juive, Éditions de La Martinière, 2005, 202 p. (ISBN 978-2-84675-171-1).
- Sophie Basch, Pierre Chuvin, Michel Espagne et Nora Seni, L'orientalisme, les orientalistes et l'Empire ottoman de la fin du XVIIIe à la fin du XXe siècle, Académie des Inscriptions et Belles-Lettres, 2011, 334 p. (ISBN 978-2-87754-265-4).
- Nora Seni, Marie et Marie, une saison à Constantinople, 1856-1858, éditions Metropolis, 1998 (ISBN 978-2-88340-038-2)

### Réalisation de films documentaires
- Et les dimanches  1976 le GREC/CNC
- Si je t'oublie Istanbul IFA, 1990

### Une sélection d’articles de recherche et de contributions à des ouvrages de recherche
-La Turquie d'Erdogan en mer Rouge Hérodote 2025/1 n° 196, pp 201 à 210
-"Russie Turquie, une relation toxique" Hérodote 2023/3 (N°190-191), pages 159 à 169
« La Libye, tête de pont de la Turquie en Afrique », Politique Internationale, 174 (hiver 2021-2022) pp.239-250
« La Turquie en Libye à l’ère Biden » Hérodote 2021/3 (N° 182)
« L’Europe se déconsidère en laissant se dégrader la démocratie en Turquie » Politis, avril 2021
« Les Juifs de Turquie, une mémoire captive. Actualités Juives, 15 avril 2021
« Quelle Turquie après le kémalisme ? » France Forum, 76 (avril, 2020)
« Inquiétante Turquie » Politique Internationale, 170 (hiver 2020-2021), pp.181-196
« Turquie-Allemagne : partenariat tumultueux, liens indissolubles » Hérodote 2019/4 (N° 175)
« Turquie/Iran : une entente cordiale ?» Hérodote, 169 (2018), pp.55-67
«Université et pouvoir politique en Turquie » Hérodote, 168 (2018), pp79-89
« Les conflits environnementaux en Turquie, expression d’insoumission », Hérodote
165 (2017), pp.131-141
« A quoi sert la Turquie en Europe ? » Hérodote, 164(2017), pp.213-226
Les conflits environnementaux en Turquie : expression d’insoumission, Hérodote, 2017/2 (N° 165)
« Philanthropie » et « Femmes » in F. Georgeon, N. Vatin, G. Veintein (eds) Le Dictionnaire de l’Empire ottoman, Fayard, 2016
« A breakdown of Memorial Processes in Turkey » Bystanders, Rescuers or Perpetrators? The Neutral Countries and the Shoah. Guttstadt, Lutz, Rother, San Roman, éd., Metropol Verlag and IHRA, Berlin, 2016, pp.289-301
« Les Arabes, les Turcs. Si loin, si proches » Hérodote 160(2016), pp. 319-337
« Un empire que des firmans habillent », Modes Pratiques, revue d’histoire du vêtement et de la mode, 1(2015) pp.236-247
« Polarisations d’une société en mutation culturelle » Hérodote, 148 (2013), pp.122-138
“Polarization in a culturally changing society “in Hérodote,
https://www.cairn-int.info/article-E_HER_148_0122--polarization-in-a-culturally-changing-so.htm
« Survivance de la communauté juive en Turquie au XXe siècle » in A. Meddeb et B. Stora éds. Histoire des relations entre juifs et musulmans du Coran à nos jours, Albin Michel 2013, pp.400-404 
et « Survival of the Jewish Community of Turkey » in. A History of Jewish and Muslim Relations. From the Origins to the Present days. Princeton University Press, 2013, pp. 490-495
« L’essor des études orientales au XIXè siècle dans ses relations avec la philanthropie », in. L’Orientalisme, les Orientalistes et l’Empire ottoman ; de la fin du XVIIIe à la fin du XXe siècle, S.Basch, P.Chuvin, M.Espagne, N.Seni, J.Leclant (éds.), Académie des Inscriptions et Belles Lettres, Paris, 2011, pp. 321-329.
« Le Mausolée Camondo, un lieu de mémoire partagée ? » Les Cahiers du Judaïsme,32(2011), pp. 78-84.
« Mécènes, philanthropes et évergètes. Grandes familles turques et la mutation culturelle d’Istanbul » Turcica, 2010
« La tentation néo-ottomane et la rénovation du quartier de la Süleymaniye », Urbanisme, n. 374, 2010, Paris, pp. 41-42
« Les Camondo bâtisseurs de Ville, initiateurs à la Citoyenneté », in. La Splendeur des Camondo, Catalogue de l’Exposition, MAHJ, 2010
« Istanbul Capitale du pluriculturalisme », Urbanisme, n. 371, 2010, Paris.
« Le mécène, un acteur méconnu de la ville. Istanbul à l’heure des musées privés », Transcontinentales, n.7, 2009, pp.105-128
et dans Méditerranée ; revue géographique des pays méditerranéens, n.114, 2010.
« La collectività italiana di Istanbul. Esiste un’elite filantropica nel XIX secolo ? » in Gasperis A., Ferraza R., et al Gli Italiani di Istanbul. Figure, Comunità et Istituzioni dalle Riforme alla Republica 1839-1923, Fondation Giovanni Agnelli, Turin, 2007, pp. 144-152.
« La jeunesse : une non-génération. Rhétorique éducative turque dans les années trente », in. Georgeon F, Kreiser K. (éds.) Enfance et Jeunesse dans l'Islam. Maisonneuve et Larose, Paris, 2007, pp. 233-257.
« 1856 ou la naissance d'un désir d'Europe » in History of the Ottoman Empire, Halil Inalcik (éd.), Vol.VII, Ankara, 2000.
« Dynasties de drogmans et Levantinisme à Istanbul » in Istanbul et les Langues Orientales, édit. F. Hitzel, l'Harmattan, 1997, Paris, pp. 161-174.
« La Diffusion des modèles français de philanthropie ; la famille Camondo », PARDES, le Cerf, n. 22, 1996, pp. 230-251.
« The Camondos and their imprint on 19th century Istanbul», International Journal of Middle East Studies, 26 (1994), pp. 663-675.
“Fashion and women clothing in the satirical press of Istanbul at the end of 19th century” in. S. Tekeli (éd.), Women in Modern Turkish Society, Zed Books, Londres New Jersey, 1994, pp. 25-45.
« La Mode et le vêtement féminin dans la presse satirique d'Istanbul à la fin du XIXe siècle » in Presse Turque et Presse de Turquie, ISIS, Istanbul‑Paris, 1992, pp. 189‑210.
« La déesse Placenta dans la mythologie turque » in Délivrances, A. Bouchard, D. Rapoport, Bernard This (éds.), Stock, Paris 1989, pp. 187-199.
« de quelque matériau qui tisse le corps de la femme anatolienne. Ce qui travaille le corps de la femme turque » Esquisses Psychanalytiques no.4 1985, pp 77-94

« Ville Ottomane et Représentation du Corps Féminin », Les Temps Modernes, juillet-août 1984, pp. 66-95.
1. ↑  Hérodote 2025/1 (n° 196) (ISBN 978-2-348-08657-1, lire en ligne)